# غزبلند (حومة دشتستان)
غزبلند (بالفارسية: گزبلند) هي قرية تقع في إيران في منطقة مركزية ريفية. يقدر عدد سكانها بـ 541 نسمة بحسب إحصاء 2016.